# Bubastis
Bubastis (egipčansko Pr-Bȝśt.t, bohairsko koptsko Poubasti, grško starogrško Βούβαστις, Boubastis ali starogrško Βούβαστος, Boubastos, arabsko تل بسطة, Tell Basta)  je bilo staroegipčansko mesto in upravno središče noma z enakim imenom, ki je stalo ob Nilu v Nilovi delti v Spodnjem Egiptu. Ruševine mesta so v predmesju sodobnega mesta Zagazig. Bubastis se pogosto enači s svetopisemskim Pi-Besethom (hebrejsko  פי-בסת, py-bst).

## Etimologija
Egipčansko ime Bubastisa je Pr-Bȝśt.t, ki se običajno črkuje kot Per-Bast. Pr pomeni hiša, drugi del imena pa je ime boginje Bast ali Bastet. Ime bi se torej lahko glasilo Bastetina hiša.

## Zgodovina
| bA | st | t · niwt |

| bA | st | t · niwt |

Bubastis je bil glavno mesto noma Am-Khent, 18. noma Spodnjega Egipta. Stal je južno od Tanisa na vzhodnem bregu Peluzijskega rokava Nila. Mesto je bilo v domeni kelesirskega oddelka egipčanske vojaške kaste. 
Ko je leta 943 pr. n. št. egipčanski prestol zasedel Šošenk I., ustanovitelj in prvi faraon Dvaindvajsete dinastije, je Bubastis postal njegova prestolnica. Svoj višek je dosegel v obdobju Dvaindvajsete in  Triindvajsete dinastije. Po perzijski osvojitvi Egipta pod Kambizom II. leta 525 pr. n. št. je začela njegova moč upadati. Z osvojitvijo se je končala  Šestindvajseta dinastija in začela perzijska Ahmenidska dinastija. 
Med vladanjem Dvaindvajsete dinastije je bil Bubastis eno od najbolj upoštevanja vrednih mest v Nilovi delti.  V neposredni okolici južno od Bubastisa so bila zemljišča, s katerimi je Psametik I. za zasluge nagradil svojih jonske in karske najemnike. Neko II. je severno od mesta začel graditi kanal med Nilom in Rdečim morjem, ki ni bil nikoli dokončan. Ko so Perzijci zavzeli Bubastis, so podrli mestno obzidje.  Vpliv mesta se je začel postopoma zmanjševati, čeprav se je v cerkvenih letopisih še vedno omenjal kot episkopski sedež province Augustamnica Secunda. Bubastski kovanci so se kovali še v času rimskega cesarja Hadrijana (vladal 117-138 pr. n. št.</ref>

## Religija
Bubastis je bil središča čaščenja boginje Bast, Bastet ali celo Bubastis, katero so Grki poistovetili z Artemido. Bastetina sveta žival je bila mačka, zato so boginjo pogosto upodabljali z glavo mačke ali levinje, na spominskih napisih pogosto v spremstvu boga Ptaha. Grobnice v Bubastisu so bile zato glavna deponija mumificiranih mačk v Egiptu. 
Najbolj prepoznavna zgradba v mestu in nomu Bubastis je bilo Bastetino preročišče, čudovito boginjino svetišče in prizorišće letnih procesij v njeno čast. Preročišče je postalo še posebej priljubljeno in pomembno, ko so se v Nilovo delto začeli priseljevati Grki. Bastet so poistovetili z Artemido, zato je njeno svetišče privlačilo tako domačine kot tujce.
Bastetin festival je bil najbolj zabaven in veličasten od vseh festivalov v Egiptu. Herodot o njem piše:
Po Nilu navzdol so lagodno plule barke in druga plovila vseh mogočih opisov, polne mož in žena. Možje so igrali na piščali iz lotosa, ženske na cimbale in tamburine, kdor ni imel nobenega instrumenta pa je ploskal in plesal in se kako drugače zabaval. Tako je bilo, dokler so bili la barkah, ko so pristali, pa so se romarji hitro izkrcali. Ženske so pele, igrivo ustrahovale ženske iz mesta in vrgle svoja oblačila čez glavo. Ko so prišli romarji do svetišča boginje Bastet, se je začelo čudovito slovesno praznovanje. V tem dnevu se je spilo več vina iz grozdja kot v vsem ostalem letu. Tako je zgledal ta festival. Rečeno je bilo, da je istočasno praznovalo več kot sedemsto tisoč romarjev.

### Krščanska škofija
Obširni dokumenti omenjajo imena treh krščanskih škofov iz 4. in 5. stoletja:
- Harpokraziona, ki ga omenja Meletij Likopolski leta 325,
- Hermona, sodobnika svetega Atanazija okoli leta 362, in
- Julijana, udeleženca drugega efeškega cerkvenega zbora leta 449.[10][11][12]

## Izkopavanja
Decembra 1964 je egipčanski arheolog Shafik Farid na Pokopališču plemičev v Bubastisu odkril grobnico vezirja Iutija iz poznega Novega kraljestva. 
Od leta 2008 raziskuje Bubastis nemško-egiptovska skupina arheologov v okviru Projekta Bubastis. Pred tem so marca 2004 na najdišču odkrili dobro ohranjen prepis Kanopskega dekreta iz ptolemajskega obdobja.

## Galerija
- Karta Spodnjega Egipta
- Kapitel iz templja v Bubastisu s podobo boginje Hator, Nicholsonov muzej, Sidney
- Relief faraona Amenofisa II., izdelan iz rdečega granita, na katerem je upodobljen faraon med čaščenjem boga Amona (Osemnajsta dinastija, okoli 1430 pr. n. št.); okoli leta 1290 pr. n. št. je bil na relief dodan napis faraona Setija I.
- Gornji del kipa uradnika faraona  Amenhotepa III. iz Bubastisa, Petriejev muzej egipčanske arheologije, London
- Hatorin steber iz Bubastisa
- Granitna plošča z imenom faraona Kufuja (Keops), Britanski muzej, London